# Ageneiosus ucayalensis
Ageneiosus ucayalensis és una espècie de peix de la família dels auqueniptèrids i de l'ordre dels siluriformes.

## Morfologia
Els mascles poden assolir els 28,3 cm de llargària total.

## Alimentació
Menja principalment peixos.

## Distribució geogràfica
Es troba a Sud-amèrica: conques dels rius Orinoco, Amazones i Paranà. També és present a les Guaianes.